# Atentado de la Universidad de Kabul de 2020
El atentado de la Universidad de Kabul de 2020 fue un atentado ocurrido el 2 de noviembre de 2020 en Kabul, Afganistán, cuando tres hombres armados invadieron el campus de la Universidad de Kabul, dejando 32 personas fallecidas y 50 heridos.
El atentado comenzó a alrededor de las 11:00 a. m., cuando se esperaba que varios funcionarios iraníes llegaran a la universidad para la inauguración de una feria del libro. El Estado Islámico del Gran Jorasán se ha declarado a sí mismo responsable.

## Contexto
La universidad habría sufrido un ataque previo en julio de 2019, cuando un ataque con una bomba afuera de las puertas de la universidad causó la muerte de nueve personas. Ocho días antes, el 25 de octubre, había ocurrido un ataque suicida en otra institución educativa de Kabul, el cual dejó 30 personas fallecidas.
En el día del ataque se estaba llevando a cabo una feria del libro internacional. Se esperaba que varios funcionarios de gobierno y el embajador de Irán en Afganistán estuvieran presentes.

## Ataque
El ataque ocurrió a las 11:00 a. m., cuando hubo una explosión en las puertas principales de la universidad. Los atacantes entraron portando uniformes de policía. Posteriormente abrieron fuego sobre los estudiantes, detonaron explosivos y tomaron a varios estudiantes como rehenes. Los perpetradores fueron eliminados durante una confrontación con las fuerzas de seguridad.

## Reacciones

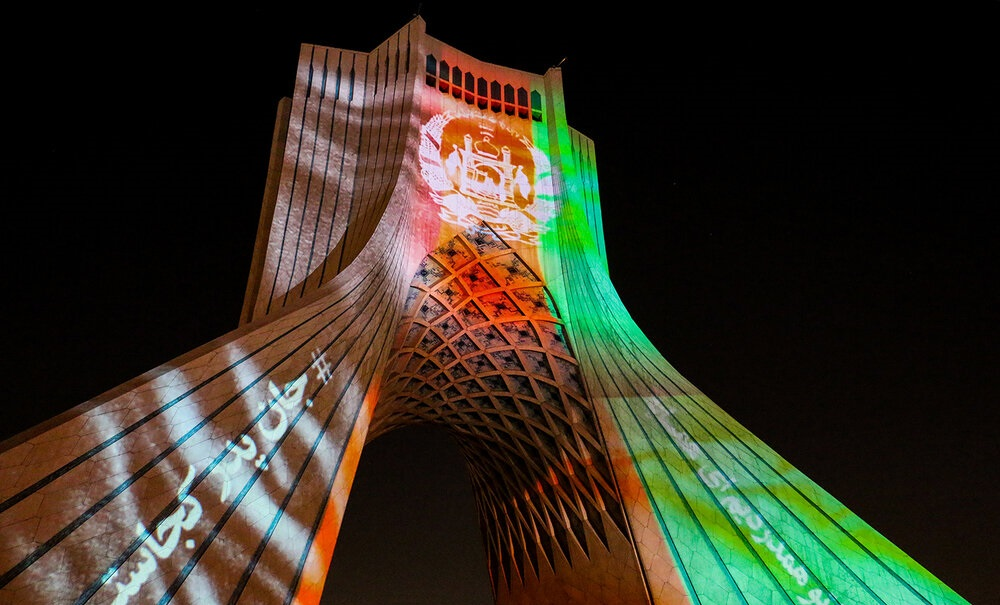
La Torre Azadi en Teherán fue iluminada en conmemoración del ataque

El gobierno de Afganistán declaró al día siguiente como día de luto nacional.
El vicepresidente, Amrullah Saleh, acusó al Talibán del ataque, y calificó el ataque como una «falla de inteligencia». El Talibán negó haber participado en el ataque.